# Лек, Хенрик
Хе́нрик Ле́к (швед. Henrik Leek; 15 марта 1990, Стокгольм, Швеция) — шведский кёрлингист.
В составе мужской сборной Швеции (скип Никлас Эдин), как запасной, чемпион мира и трёхкратный чемпион Европы.

## Достижения
- Зимние Олимпийские игры: серебро (2018).
- Чемпионат мира по кёрлингу среди мужчин: золото (2015, 2018), серебро (2017).
- Чемпионат Европы по кёрлингу: золото (2014, 2015, 2016, 2017).
- Чемпионат Швеции по кёрлингу среди мужчин: золото (2011, 2017), серебро (2018).
- Чемпионат мира по кёрлингу среди юниоров: золото (2011).
- Чемпионат Швеции по кёрлингу среди юниоров: золото (2009, 2011).[1]

## Команды
| Сезон                                          | Четвёртый          | Третий         | Второй              | Первый              | Запасной                            | Турниры                      |
| ---------------------------------------------- | ------------------ | -------------- | ------------------- | ------------------- | ----------------------------------- | ---------------------------- |
| 2008—09                                        | Кристиан Линдстрём | Оскар Эрикссон | Александр Линдстрём | Кристофер Сундгрен  | Хенрик Лек                          | ЧМЮ 2009 (4 место)           |
| 2009—10                                        | Кристиан Линдстрём | Оскар Эрикссон | Александр Линдстрём | Хенрик Лек          |                                     |                              |
| 2010—11                                        | Кристиан Линдстрём | Оскар Эрикссон | Хенрик Лек          | Александр Линдстрём | Кристофер Сундгрен                  | ЧМЮ 2011                     |
| 2011—12                                        | Кристиан Линдстрём | Оскар Эрикссон | Хенрик Лек          | Кристофер Сундгрен  | Александр Линдстрём                 |                              |
| 2014—15                                        | Никлас Эдин        | Оскар Эрикссон | Кристиан Линдстрём  | Кристофер Сундгрен  | Хенрик Лек                          | ЧЕ 2014 · ЧМ 2015            |
| 2015—16                                        | Никлас Эдин        | Оскар Эрикссон | Кристиан Линдстрём  | Кристофер Сундгрен  | Хенрик Лек                          | ЧЕ 2015 · ЧМ 2016 (6 место)  |
| 2016—17                                        | Кристиан Линдстрём | Хенрик Лек     | Victor Martinsson   | Joakim Flyg         |                                     | ЧШМ 2017                     |
| 2016—17                                        | Никлас Эдин        | Оскар Эрикссон | Расмус Врано        | Кристофер Сундгрен  | Хенрик Лек                          | ЧЕ 2016 · ККК 2017 · ЧМ 2017 |
| 2017—18                                        | Никлас Эдин        | Оскар Эрикссон | Расмус Врано        | Кристофер Сундгрен  | Хенрик Лек тренер: Фредрик Линдберг | ЧЕ 2017 · ЗОИ 2018 · ЧМ 2018 |
| 2017—18                                        | Кристиан Линдстрём | Хенрик Лек     | Joakim Flyg         | Victor Martinsson   |                                     | ЧШМ 2018                     |
| Кёрлинг среди смешанных команд (mixed curling) |                    |                |                     |                     |                                     |                              |
| 2012—13                                        | Зандра Флюг        | Хенрик Лек     | Сара Макманус       | Александр Линдстрём |                                     | ЧШСК 2013 (?? место)         |

(скипы выделены полужирным шрифтом)